# Hans Kloft

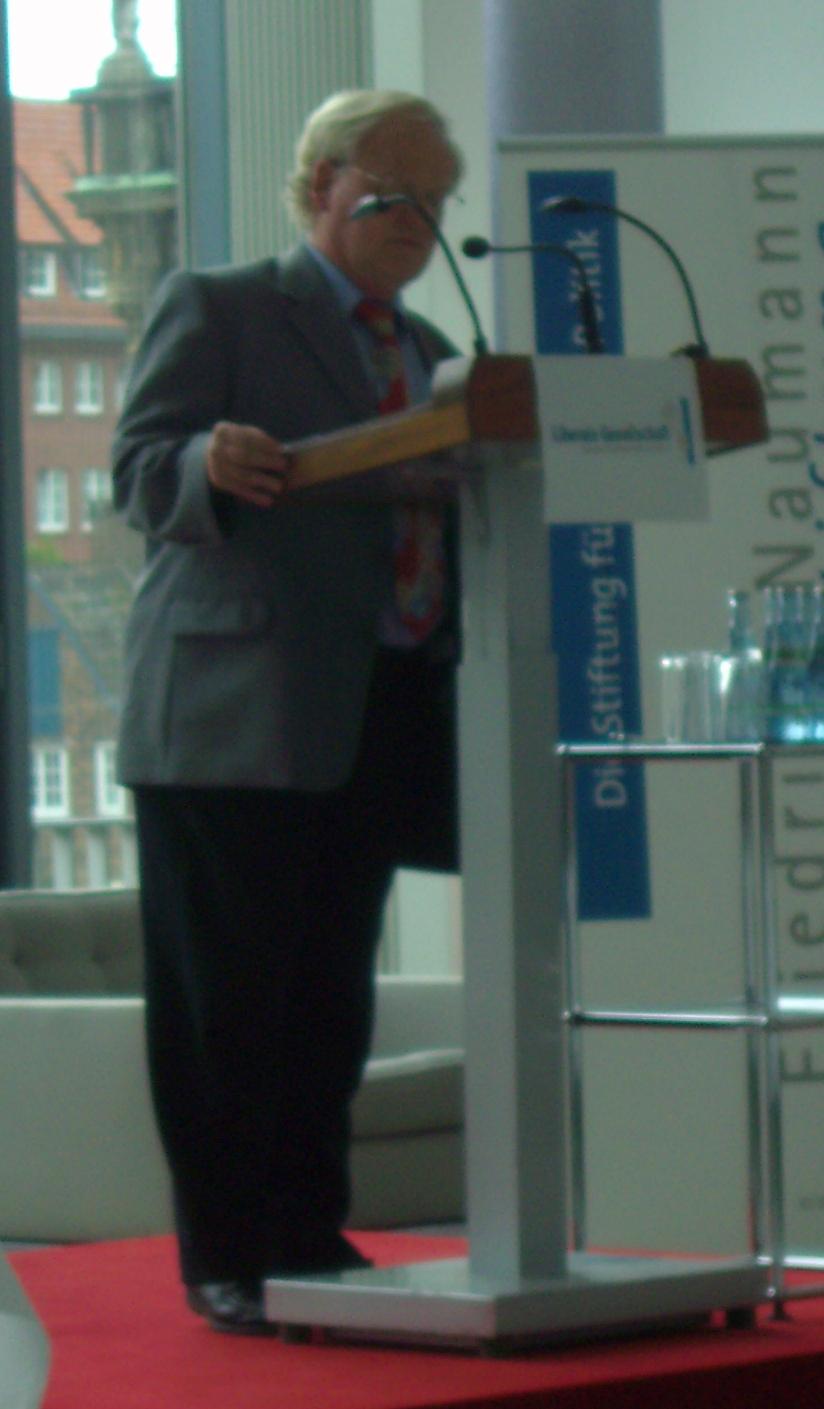
Hans Kloft, 2007

Hans Kloft (* 10. April 1939 in Düsseldorf) ist ein deutscher Althistoriker. Ab 1977 war er Lehrstuhlinhaber an der Universität Bremen.

## Leben
Kloft, Sohn von Mathilde Kloft, geborene Jüntgen, und des technischen Zeichners Johannes Kloft, besuchte von 1950 bis 1959 das humanistische Görres-Gymnasium in Düsseldorf. Nach seinem Wehrdienst beim Panzergrenadierbataillon 312 studierte er von 1960 bis 1964 Klassische Philologie und Geschichte sowie Politikwissenschaft an den Universitäten Köln und Bonn. 1968 wurde er in Köln zum Dr. phil. promoviert.
Danach arbeitete er 1968 bis 1974 als Wissenschaftlicher Assistent (von 1971 bis 1973 als Akademischer Rat) an der Rheinisch-Westfälischen Technischen Hochschule Aachen, wo er sich auch 1974 habilitierte und anschließend bis 1977 als Privatdozent und Akademischer Oberrat (seit 1973) Alte Geschichte lehrte.
Von 1977 bis zu seiner Emeritierung 2004 war Kloft Professor für Geschichte mit dem Schwerpunkt Alte Geschichte an der Universität Bremen. Dort war er von 1980 bis 1993 mehrfach Fachbereichssprecher des Fachbereiches Sozialwissenschaften und kontinuierlich Mitglied des Akademischen Senates der Universität Bremen. Zusätzlich war Kloft auch in vielfältigen anderen Funktionen in der universitären Selbstverwaltung tätig und Gutachter im Evaluationsverfahren des Landes Niedersachsen für das Fach Geschichte.
Seine Hauptforschungsbereiche sind die Wirtschafts- und Sozialgeschichte der Antike, besonders der römischen Kaiserzeit, die antike Religionsgeschichte, die Ideologie- und Verfassungsgeschichte sowie Probleme der Rezeptionsgeschichte.
Kloft ist Mitglied im deutschen Historikerverband, der Mommsen-Gesellschaft (Landesvertreter für Bremen), der Braunschweigischen Wissenschaftlichen Gesellschaft, der Vereinigung Alte Geschichte für Europa, der Historischen Gesellschaft Bremen und des Förderkreises für antike Kunst und Numismatik zu Bremen. Zudem war er Vorsitzender des Freundeskreises der Antike zu Bremen e. V. und seit 1995 Vorstandsmitglied und Vizepräsident der Wittheit zu Bremen.
Kloft ist katholisch. Er ist verheiratet und hat eine Tochter.

## Schriften (Auswahl)
Autor
- Liberalitas Principis. Herkunft und Bedeutung. Studien zur Prinzipatsideologie (= Kölner historische Abhandlungen. Band 18). Böhlau, Köln u. a. 1970, ISBN 3-412-61570-6 (zugleich: Köln, Universität, Dissertation, 1968).
- mit Egon Boshof und Kurt Düwell: Grundlagen des Studiums der Geschichte. Eine Einführung. Böhlau, Köln u. a. 1973, ISBN 3-412-86473-0 (zahlreiche Auflagen mit unterschiedlichen Titeln).
- Prorogation und außerordentliche Imperien. 1977.
- mit Maximilian Kerner: Die Institutio Traiani. Ein pseudo-plutarchischer Text im Mittelalter. Text – Kommentar – zeitgenössischer Hintergrund (= Beiträge zur Altertumskunde. Band 14). Teubner, Stuttgart 1992, ISBN 3-519-07463-X.
- Die Wirtschaft der griechisch-römischen Welt. Eine Einführung (= Die Altertumswissenschaft). Wissenschaftliche Buchgesellschaft, Darmstadt 1992, ISBN 3-534-05668-X.
- Mysterienkulte der Antike. Götter – Menschen – Rituale (= Beck’sche Reihe. Band 2106). Beck, München 1999, ISBN 3-406-44606-X (zahlreiche Auflagen).
- mit Karl Holl und Gerd Fesser: Caligula – Wilhelm II. und der Caesarenwahnsinn. Antikenrezeption und wilhelminische Politik am Beispiel des „Caligula“ von Ludwig Quidde. Edition Temmen, Bremen 2001, ISBN 3-86108-782-0.
- Studien zur Wirtschafts-, Sozial- und Rezeptionsgeschichte der Antike. De Gruyter, Berlin 2020, ISBN 978-3-11-062842-5 (Inhaltsverzeichnis).

Herausgeber
- Bremen – Griechenland. Stationen und Aspekte einer Partnerschaft (= Beiträge zur Sozialgeschichte Bremens. Band 22). Edition Temmen, Bremen 2002, ISBN 3-86108-671-9.
- Ideologie und Herrschaft in der Antike. Wissenschaftliche Buchgesellschaft, Darmstadt 1979.
- Der Nachlaß Adolf Erman (= Veröffentlichungen der Abteilung Gesellschaftswissenschaften und der Spezialabteilung. Band 38. ZDB-ID 519531-7). Universität Bremen, Bremen 1982 (Digitalisat).
- Die Wirtschaft des Imperium Romanum (= Zaberns Bildbände zur Archäologie). von Zabern, Mainz 2006, ISBN 3-8053-3547-4.